# 赫利布基
49°36′22″N 26°43′17″E / 49.60611°N 26.72139°E
赫利布基（羅馬化：Hlibky）是位於烏克蘭西部的村莊，由赫梅利尼茨基州赫梅利尼茨基區的扎斯盧奇內市鎮負責管轄。該村處於布佐克河左岸，面積1.01平方公里，海拔高度301米，2001年人口233。